# موريطنية الطنجية

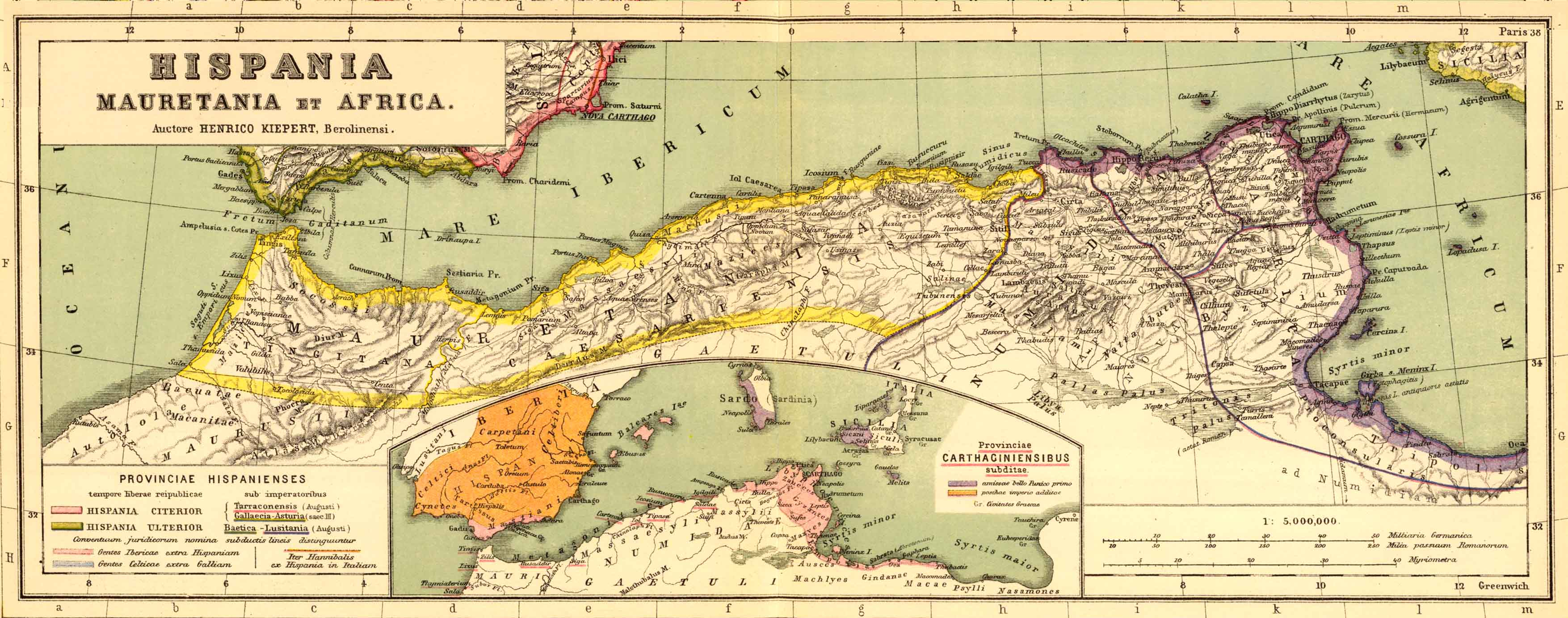
موريطنية الطنجية

موريطانيا الطنجية (باللاتينية: Mauretania Tingitana) كانت إحدى الأقاليم للإمبراطورية الرومانية. سنة 42م أمر القيصر كلاوديوس بتقسيم موريطنية إلى إقليمين هما موريطنية القيصرية وموريطنية الطنجية، حيث أن الطنجية وُجدت على الخصوص في منطقة شمال المغرب الحالي واتسعت مملكة موريطنية، وكانت عاصمتها طنجيس (طنجة حاليا). في النصف الأول للقرن الرابع (أي بعد مرور 4 قرون) اجتاح الونداليون المنطقة التي كانت تشتهر بتصدير المرجان والأخشاب العالية الجودة.
انفصلت «موريطنية الطنجية» (شمال المغرب الأقصى) عن الحكم الروماني سنة 180م. وشرع السكان يهاجمون بر العدوة. ثم زادت الثورات حدة وانتشارا سنة بعد سنة حتى استغلت مملكة نوميديا بدورها سنة 235 انحلال السلطة وانضمت إلى العصيان. فعمت الفوضى في المنطقة كلها بما فيه المقاطعة التي كانت تحكمها مباشرة مشيخة روما. في سنة 285م اعترف «الأمبراطور ديوقليزيان» بالواقع فأمر بإجلاء الجيش عن النصف الغربي.

## تاريخ

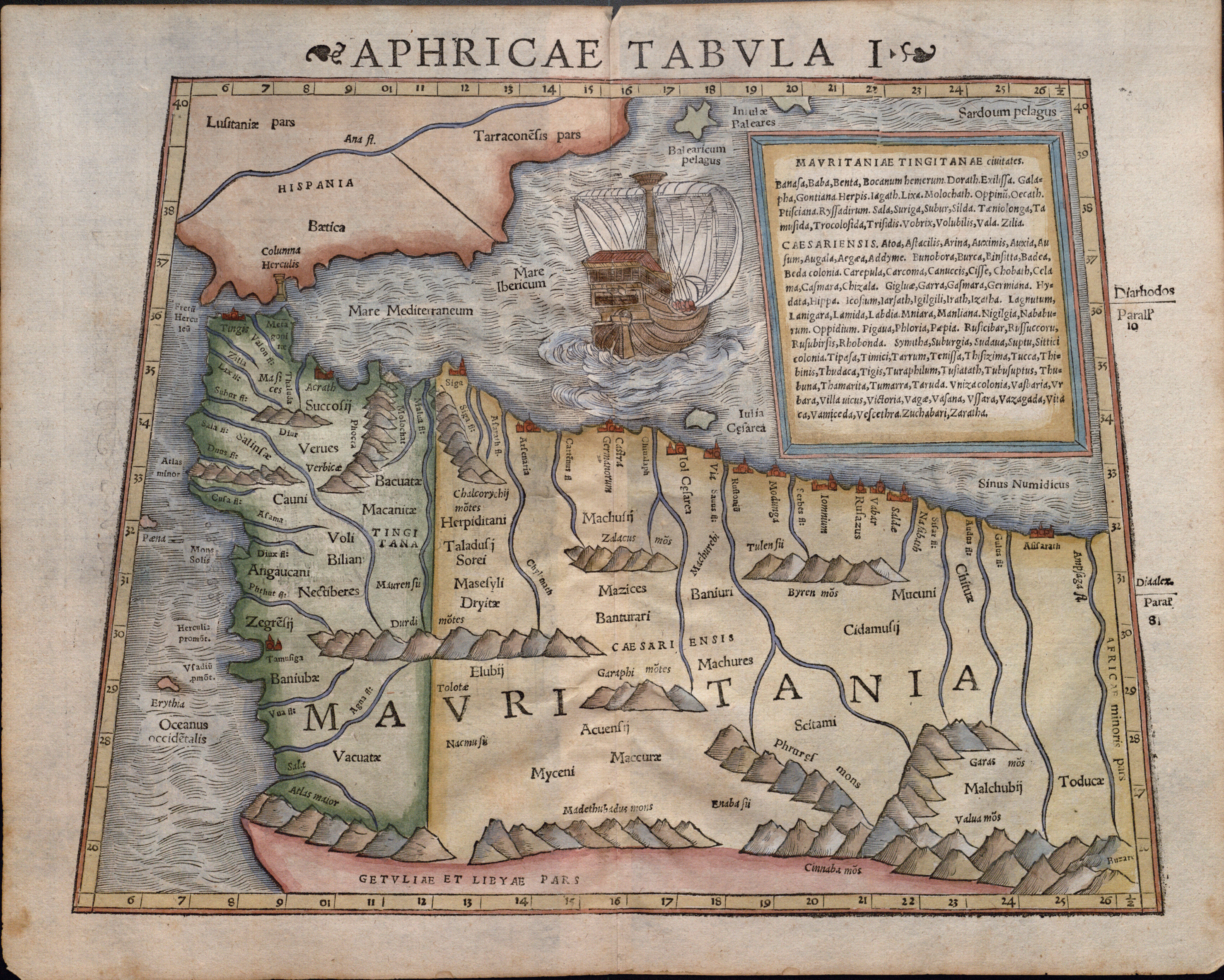
لوحة سيباستيان مونستر (Aphricae Tabula I)، التي تصور موريطنية الطنجية في عام 1540

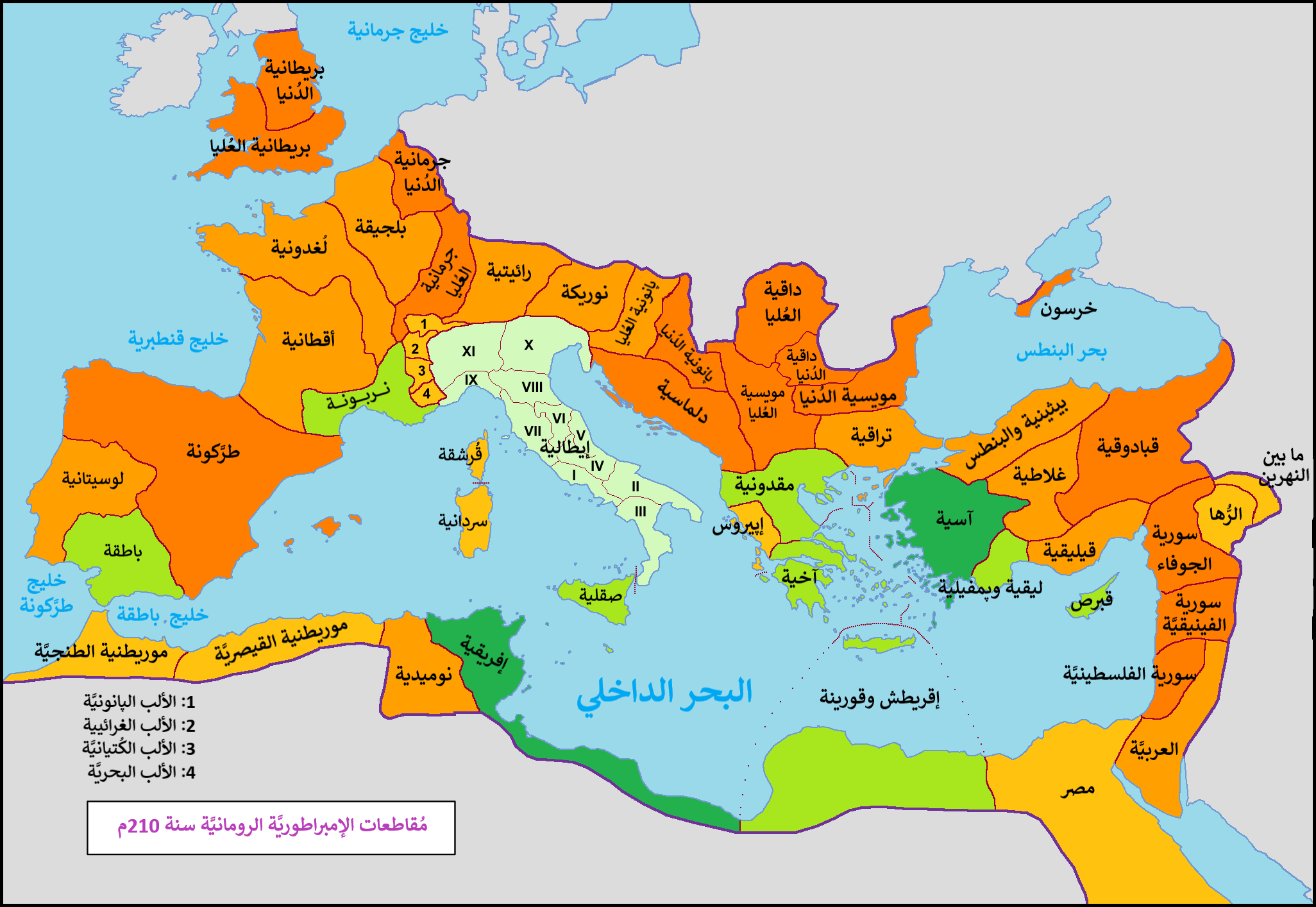
المنطقة الرومانية موريطنية

بعد وفاة بطليموس الموريطني، آخر الحكام البطالمة للمملكة الموريطنية، في عام 40م، قام الإمبراطور الروماني كلوديوس في حوالي عام 44م بضم المملكة إلى الإمبراطورية الرومانية وتقسيمها إلى مقاطعتين رومانيتين: موريطنية الطنجية وموريطنية القيصرية. وأصبح وادي ملوية، الواقع على بعد حوالي 60 كم غرب مدينة وهران الحديثة بالجزائر، هو الحدود الفاصلة بينهما.
لم يمتد الاحتلال الروماني بعيدًا إلى القارة. في أقصى الغرب، كان الحد الجنوبي للحكم الإمبراطوري هو وليلي، التي كانت محاطة بمعسكرات عسكرية مثل توكولوسيدا قليلاً إلى الجنوب الشرقي وعين شكور إلى الشمال الغربي، بالإضافة إلى خندق دفاعي. على ساحل المحيط الأطلسي، كانت سالا كولونيا (شالة) محمية بخندق آخر وسور وخط من أبراج المراقبة.
لم يكن هذا خطًا متواصلًا من التحصينات: فلا يوجد دليل على وجود جدار دفاعي مثل ذلك الذي كان يحمي الحدود المضطربة في بريطانيا الرومانية في الطرف الآخر من الإمبراطورية الرومانية. بل كانت بالأحرى عبارة عن شبكة من الحصون والخنادق التي يبدو أنها كانت بمثابة مرشح. كانت الليمس - الكلمة التي اشتقت منها الكلمة الإنجليزية "الحد" - تحمي المناطق التي كانت تحت السيطرة الرومانية المباشرة عن طريق توجيه الاتصالات مع الداخل من خلال المستوطنات الكبرى، وتنظيم الروابط بين البدو والمرتحلين مع المدن والمزارع. المناطق المحتلة.
عاش نفس الأشخاص على جانبي هذه الجير، على الرغم من أن عدد السكان كان صغيرًا جدًا. ربما كان عدد سكان وليلي عشرين ألف نسمة على الأكثر في القرن الثاني. وفقًا لأدلة النقوش، كان حوالي عشرة إلى عشرين بالمائة فقط منهم من أصل أوروبي، معظمهم إسبانيون؛ أما البقية فكانوا محليين.
اعتبر المؤرخون الرومان (مثل بطليموس) كل المغرب شمال جبال الأطلس جزءًا من الإمبراطورية الرومانية، لأنه في زمن أغسطس، كانت موريتانيا دولة تابعة وكان حكامها (مثل يوبا الثاني) يسيطرون على جميع المناطق الواقعة جنوب وليلي. ومع ذلك، كانت السيطرة الفعالة للفيالق الرومانية تصل إلى منطقة سالا كولونيا (كاسترا "Exploratio Ad Mercurios"، جنوب سالا كولونيا، هي المستوطنة الرومانية المكتشفة في أقصى الجنوب حتى الآن). ويعتقد بعض المؤرخين، مثل ليون الإفريقي، أن الحدود الرومانية وصلت إلى منطقة الدار البيضاء، التي أسسها الرومان كميناء اسمه "أنفا". في الواقع، تقع مدينة أزمور الحديثة في وسط المغرب على ميناء أزمة (Azama) القديم، وهو ميناء تجاري ذو أصول فينيقية ورومانية لاحقة. ولا يزال من الممكن رؤية بقايا الرواسب الرومانية للحبوب في ما يسمى بـ "الصهاريج البرتغالية".
وصف بلينيوس الأكبر بشيء من التفصيل المنطقة الواقعة جنوب جبال الأطلس، عندما قام جايوس سويتونيوس باولينوس بحملة عسكرية في عام 41:

### المقاطعة الرومانية
في عهد الملك النوميدي يوبا الثاني، كان الإمبراطور أغسطس قيصر قد أسّس بالفعل ثلاث مستعمرات (مع مواطنين رومان) في موريطنية بالقرب من ساحل المحيط الأطلسي: يوليا كونستانتيا زيليل، ويوليا فالينتيا باناسا، ويوليا كامبيستريس بابا.
كان من المقرر أن يصبح هذا الجزء الغربي من موريطنية مقاطعة تسمى موريطنية الطنجية بعد ذلك بوقت قصير. ظلت المنطقة جزءًا من الإمبراطورية الرومانية حتى عام 429، عندما اجتاح الوندال المنطقة وانتهى الوجود الإداري الروماني.

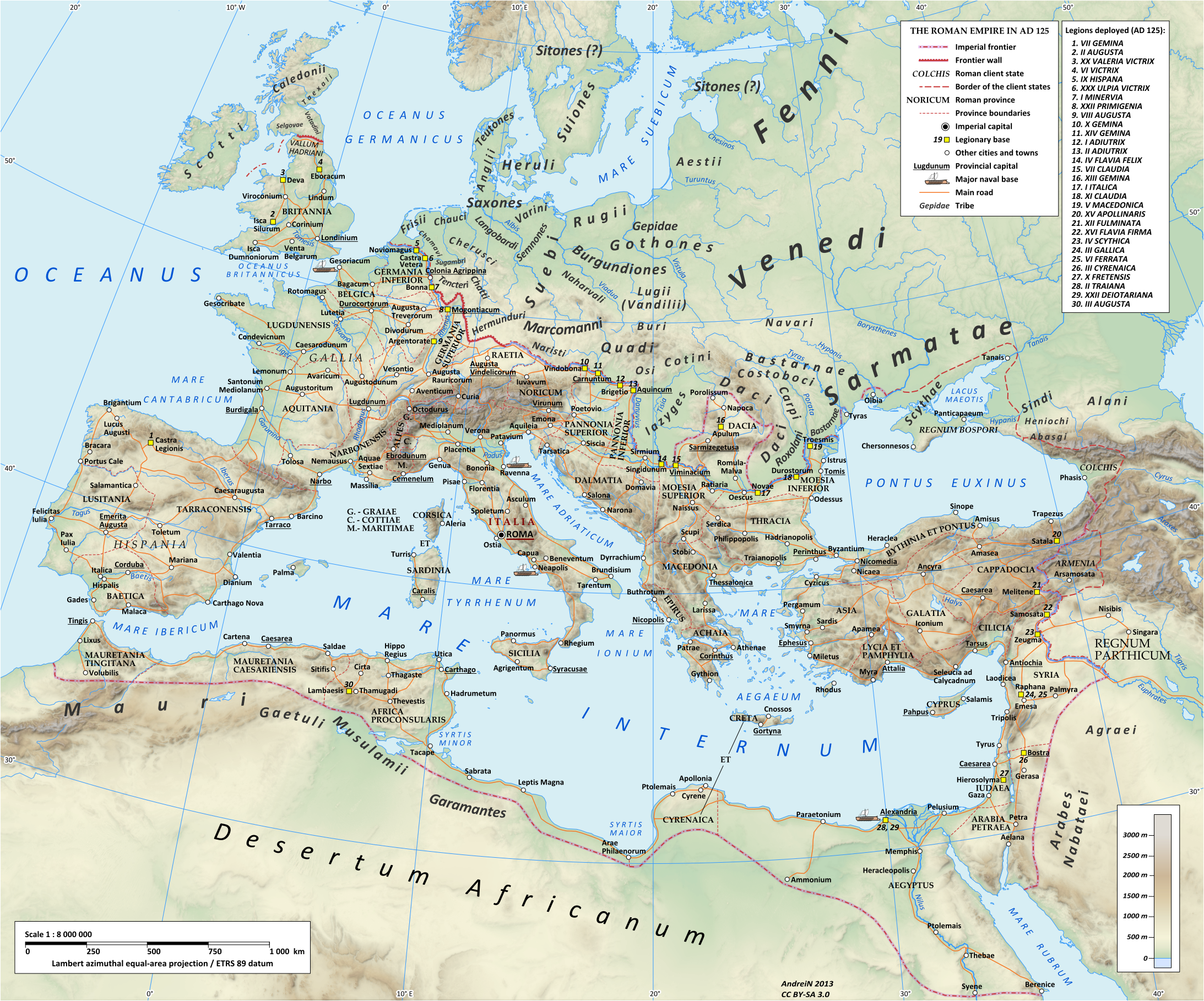
الإمبراطورية الرومانية في زمن هادريان (حكم 117-138 م)، وتظهر في شمال غرب إفريقيا المقاطعة الإمبراطورية لموريطنية الطنجية (المغرب)

أهم مدينة في موريطنية الطنجية كانت وليلي. كانت هذه المدينة المركز الإداري والاقتصادي للمقاطعة في غرب إفريقيا الرومانية. أنتجت الأراضي الخصبة للمحافظة العديد من السلع مثل الحبوب وزيت الزيتون، والتي تم تصديرها إلى روما، مما ساهم في ثروة المقاطعة وازدهارها. وقد وثّق علم الآثار وجود طائفة يهودية في العصر الروماني.
وكانت الصادرات الرئيسية من موريطنية الطنجية هي الأصباغ الأرجوانية والأخشاب المنشورة. كما زودت موريطنية الطنجية روما بالسلع الزراعية والحيوانات، مثل الأسود والفهود. كان السكان الموريطنيون الأصليون يحظون بتقدير كبير وتم تجنيدهم من قبل الرومان كجنود، وخاصة كسلاح فرسان خفيف. تم تسجيل كليمنتيوس فاليريوس مارسيلينوس كحاكم (برايسيس) بين 24 أكتوبر 277 و13 أبريل 280.
وبحسب التقليد، فإن موت القديس مرسيلوس تمّ في 28 يوليو 298 في طنجيس (طنجة). أثناء الحكم الرباعي (إصلاح الإمبراطور ديوكلتيانوس للهياكل الحكومية الرومانية في عام 297)، أصبحت موريطنية الطنجية جزءًا من أبرشية هيسبانيا، "الإسبان"، وبالتالي، جزء من ولاية بريتوري في بلاد الغال، وبالتالي كانت عبر البحر من الأراضي الأوروبية للأبرشية والمحافظة التي تنتمي إليها. موريطنية القيصرية كانت في أبرشية إفريقيا. تم تسجيل لوسيليوس كونستانتيوس كحاكم (برايسيس) في أواخر القرن الرابع.
يُظهر كتاب قائمة الرتب والوظائف أيضًا، في تنظيمه العسكري، الكوميس الطنجي بجيش ميداني يتكون من فيلقين وثلاثة فيلقين واثنتين من القوات المساعدة. شغل فلافيوس ميموريوس هذا المنصب (كوميس) في وقت ما خلال منتصف القرن الرابع. ومع ذلك، فمن الواضح في المادة المصدرية أنه كانت هناك قيادة عسكرية واحدة لكلا المقاطعتين الموريطنيين، مع دوكس موريطنية (رتبة أقل) تسيطر على سبعة كتائب و(ala) واحد.
استقر الوندال الجرمانيون في مقاطعة بايتيكا عام 422 م تحت حكم ملكهم جوندريك، ومن هناك شنوا غارات على موريطنية الطنجية. في عام 427 م، رفض بونيفاسيوس، القادم من إفريقيا، أمر الاستدعاء من الإمبراطور فالنتينيان الثالث، وهزم جيشًا أُرسل ضده. وكان أقل حظًا عندما أُرسلت قوة ثانية عام 428 م. في تلك السنة، خلف جايزريك جوندريك، ودعا بونيفاسيوس جنسريق إلى إفريقيا، مقدمًا أسطولًا لتمكين الوندال من المرور إلى تنجيس وسبتة. كان بونيفاسيوس ينوي حصر الوندال في موريطنية، ولكن بمجرد عبورهم المضيق، رفضوا أي سيطرة وساروا نحو قرطاج.

### البيزنطيون
في عام 533 م، استعاد الجنرال البيزنطي بيليساريوس أبرشية إفريقيا السابقة من الوندال نيابة عن الإمبراطور جستينيان الأول. وكان الفاندال قد فقدا بالفعل جميع الأراضي الواقعة غرب قيصرية لصالح البربر "الموريين"، ولكن تم إعادة تأسيسها. احتفظت دوكس موريطنية بوحدة عسكرية في سبتة. كانت هذه آخر نقطة استيطانية بيزنطية في موريطنية الطنجية. تم توحيد بقية ما كان في السابق مقاطعة رومانية مع الجزء البيزنطي من إقليم الأندلس تحت اسم ولاية إفريقيا الإمبراطورية، مع اعتبار سبتة عاصمة إدارية.
تم تنظيم معظم المناطق المغاربية الساحلية لاحقًا تحت اسم إكسرخسية إفريقيا، وهو وضع خاص نظرًا لاحتياجات الدفاع عن المواقع الاستيطانية.
كانت هناك أيضًا إمارة أصلية في موريطنية الطنجية والتي كانت موجودة في القرنين السادس والسابع، كما تشهد عليها النقوش الموجودة في وليلي وضريح سوق الكور.
بعد الفتح الإسلامي للمغرب، دخلت ولايات شمال إفريقيا الروميَّة الباقية من يد البيزنطيين في دولة الإسلام، وتم توحيد الإقليمين الموريطنيين تحت اسم المغرب.
توجد آثار حجرية تعود إلى العصر الروماني في مواقع أثرية مختلفة، بما في ذلك معبد كابيتولين في وليلي، وقصر غوردياس، وسالة كولونيا، وتنجيس، ويوليا كونستانتيا زيليل.

## وصلات خارجية
- محمد اللبار. «موريطانيا الطنجية في العهد الروماني». معلمة المغرب، المجلد 21، الصفحة 7311.